# Dror Rafael

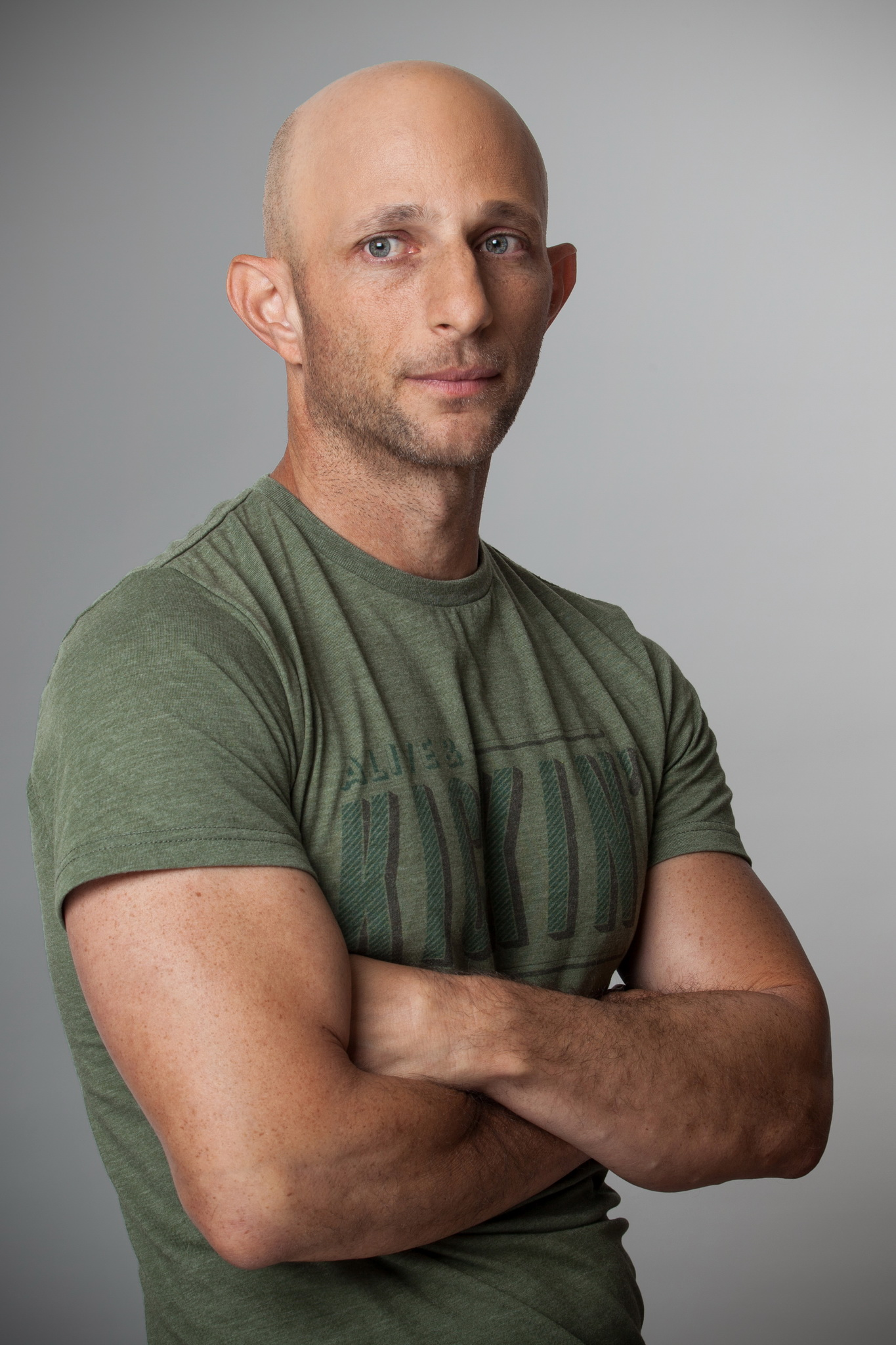
Dror Rafael, 2016

Dror Rafael (hebräisch דְּרוֹר רָפָאל; geb. am 29. Januar 1974 in Jehud) ist ein israelischer Radiomoderator, Fernsehmoderator, Entertainer und Satiriker. Er wurde durch diverse Humor- und Satireprogramme im Radio und Fernsehen bekannt, darunter das Radioprogramm So arzenu (זוֹ אַרְצֵנוּ Sō Arzenū, deutsch ‚Dies ist unser Land‘) und das Radioprogramm Schai u-Dror (שַׁי וּדְרוֹר Schaj ū-Drōr, deutsch ‚Schai und Dror‘) jeden Morgen auf 103 FM. Rafael lehrt Rundfunk- und Medienwissenschaft an der Universität Ariel in Samarien. Er wohnt in Tzoran-Kadima.

## Leben und Wirken

### Anfänge und Arbeit beim Rundfunk
Rafael wuchs in Jehud auf. Er begann seine Karriere bei einem privaten Piratensender mit dem Namen radioaktiv. Bei der öffentlich-rechtlichen, israelischen Hörfunkanstalt Kol Israel war als Ansager von Musiktracks bei dem israelischen Rundfunksender 88FM tätig. Danach studierte er am Michlelet Lewinski le-Chinnuch (מִכְלֶלֶת לֵוִינְסְקִי לְחִינּוּךְ Michlelet Lewīnsqī lə-Chinnūch, deutsch ‚Levinsky-Hochschule für Pädagogik‘) in Tel Aviv-Jaffa. Dort machte er den Bachelor in den Fächern Sprachwissenschaft, Pädagogik sowie Judaistik.
Nach den Studien kehrte er in sein Berufsleben beim Radio zurück. Er arbeitete im Team des am 1. September 1996 gegründeten privaten regionalen israelischen Radios Tel-Aviv ha-Chadasch (Radio Tel-Aviv) bei dem israelischen Rundfunksender 102FM. Dort moderierte er ein Dating-Format namens Be-Chassut ha-Chaschecha (בְּחָסוּת הַחֲשֵׁכָה Bə-Chassūt ha-Chaschechah, deutsch ‚Im Schutz der Dunkelheit‘).
1995 lernte er Shai Goldstein (geb. am 25. August 1968) bei Radio Tel Aviv he-Chadasch kennen, wo Goldstein als Jingle-Produzent arbeitete und Rafael die nächtliche Kontaktbörse beim Rund- und Hörfunk machte. Gemeinsam betrieben die beiden zuerst ein nächtliches Programm für Satire und Schwarzen Humor als Pilotprojekt. Das Projekt wurde rasch ein großer Erfolg, so dass das satirische, nächtliche Humorprogram Scherit ha-Jom (שְׁאֵרִית הַיּוֹם Schəʾerīt ha-Jōm, deutsch ‚Überbleibsel des Tages‘) geschaffen wurde. Danach gingen sie zu einem Morgenprogramm über, das auch hohe Einschaltquoten erzielte.
Daraufhin erhielten Rafael und Goldstein von Jochanan Zangen (יֹוחָנָן צַנְגֶּן), dem CEO bei Reschet (רֶשֶׁת), ein Angebot für ein Primetime-Programm auf Arutz 2. Die beiden stimmten zu und strahlten dort zweimal täglich das Radioprogramm So arzenu (זוֹ אַרְצֵנוּ Sō Arzenū) aus. Nachdem So arzenu ausgelaufen war, begannen Rafael/Goldstein ein neues Programm, genannt Schai u-Dror (שַׁי וּדְרוֹר Schaj ū-Drōr, deutsch ‚Schai und Dror‘) auf Bip und auf dem Fernsehsender Arutz 10 (עָרוּץ 10 ʿArūṭz ʿesser) jeden Morgen auf 103 FM.

### Kontroverse mit Mati Golan
Im Juni 2003 interviewte der Journalist Mati Golan (מָתִי גּוֹלָן; geb. 6. Dezember 1936) in seinem Programm Dokumedia, Bikoret ha-Tikschoret (דּוֹקוּמֶדְיָה, בִּקֹּרֶת הַתִּקְשֹׁרֶת Dōqūmedjah, Biqqoret ha-Tiqschoret) eine Mutter, die den Verlust ihrer siebenjährigen Tochter bei einem Terroranschlag betrauerte. Die trauernde Mutter beklagte dabei einige Passagen aus dem Programm Schai u-Dror, ausgestrahlt wenige Tage zuvor auf dem Fernsehsender Arutz 10, die für sie beleidigend waren. Golan rief während der Sendung Schai Goldstein an und bat ihn, zu den Vorwürfen der Mutter Stellung zu beziehen. Goldstein knallte als Antwort den Hörer auf. Daraufhin begannen Goldstein und Rafael, was das Gericht später als „einen Kreuzzug der Rache und Abrechnung“ („מַסָּע צָלַב שֶׁל נָקָם והִתְחַשְׁבְּנוּת“ „Massa Zalav schel naqam we-hitchaschbenūt“) gegen Mati Golan bezeichnete. Goldstein und Rafael kritisierten in acht aufeinanderfolgenden Programmen die Person Mati Golan. Golan verklagte sie daraufhin wegen Diffamierung. Das Gericht verurteilte Goldstein und Rafael, 60.000 Schekel an Golan zu zahlen. Das Programm Schai u-Dror wurde daraufhin nach kurzer Zeit abgesetzt.

### Weitere Karriere
Rafael und Goldstein kehrten daraufhin zu Radio Tel Aviv zurück und boten statt des Morgenprogramms nun das Abendprogramm an. Das neu gestartete Programm erreichte so hohe Einschaltquoten, wie sie für Fernsehen und Rundfunk in Israel sehr ungewöhnlich waren. Ihr Programm wurde auf Radio Tel Aviv am Nachmittag, am späten Abend, sowie auf Bip im Fernsehen ausgestrahlt. Das Paar verließ zum 1. Juli 2007 Radio Tel Aviv, um am 2. September 2007 für Radio Lelo Hafsaka (Non-Stop-Radio) zu arbeiten. Seit 6. Juni 2008 machte Rafael zusammen mit Goldstein die Spielshow Ha-Rosch ba-Qir (הָרֹאשׁ בַּקִיר ha-Rosch ba-Qīr, deutsch ‚der Kopf an der Wand‘) auf dem Fernsehsender Arutz 10 (עָרוּץ 10).
Seit 2008 arbeitete er im Satire-Texterteam Eretz Nehederet (אֶרֶץ נֶהֱדֶּרֶת ‚Wundervolles Land‘), einer satirischen, israelischen Fernseh-Show, die ihre Erstausstrahlung am 7. November 2003 hatte. Bei dem Fernsehsender Arutz 24 (עָרוּץ 24 ʿArūṭz ʿesserīm wə-ʾarba) moderierte er 2008 auch die komische, triviale Spielshow Chidon ha-Aschlajot (חִידוֹן הָאַשְׁלָיוֹת Quiz-Show). Bei dem Fernsehsender Arutz 10 machte er 2010 zusammen mit Lucy Aharisch (לוּסִי אַהֲרִישׁ) und Jacky Lewi (ז'קי לוי) die TV-Spielshow Mischehu ba-Bajit? (מישהו בבית Jemand zuhause?).
Er schreibt die Kolumne für die tägliche Abendausgabe der Finanzzeitung Globes (גלובס). Seit 2013 schreibt er einmal wöchentlich eine Kolumne für die Wochenzeitung Sof ha-Schavuʿa (סוֹף הַשָּׁבוּעַ Sōf ha-Schavūʿa, deutsch ‚Wochenende‘). Zusätzlich erwarb er einen Master-Titel für Konfliktbewältigung (Conflict Resolution) an der Bar-Ilan-Universität.

## Privatleben
Im Laufe des Jahres 2014 trat Rafael in der Fernseh-Reihe Mechubbarim (מְחוּבָּרִים Beziehungen) bzw. Mechubbarim Plus (מחוברים פלוס), einem Reality-TV-Format, auf, wo Rafael sein Coming-out hatte. Er erklärte, wie er mit 40 Jahren sich plötzlich und ganz unerwartet in den 24-jährigen Juval verliebte. Rafael verließ seine Ehefrau Marina (מרינה) und zwei minderjährige Söhne, um als Paar mit einem jungen, jüdischen Mann zusammen zu leben. Dror Rafael machte dies selbst in einem Interview in der TV-Televisa vom 12. November 2014 mit der Schlagzeile „ʿAsavtī et ischtī lə-ṭōvat gever“ (עָזַבְתִּי את אשתי לְטוֹבָת גבר ‚Ich verließ meine Frau für einen Mann‘) öffentlich.
Nach über einem Jahr trennte sich das schwule, jüdische Liebespaar und Rafael kehrte zu seinen Söhnen zurück. „Ich verließ meine Frau für einen Mann und ich lebte mit ihm länger als ein Jahr“ (עָזַבְתִּי את אשתי לְטוֹבָת גבר וחייתי איתו יותר משנה), so schilderte Rafael später gegenüber der Jedi’ot Acharonot seine Trennung von seinem schwulen Liebhaber. Nach der Trennung traf sich das Paar, um zu erörtern, woran die Beziehung scheiterte. Dies machten Dror Rafael und sein Ex-Lebenspartner Juval selbst in einem gemeinsamen Interview in der TV-Televisa vom 24. November 2014: Dror Rafael ʿim ha-Gever ito nihel roman (צְפּוּ: דְּרוֹר רָפָאל עם הגבר איתו ניהל רומן Sehen Sie: Dror Raphael mit dem Mann, mit dem er eine Romanze führte) öffentlich.